# Cem-Stiftung
Die Cem-Stiftung (türkisch Cem Vakfı) ist eine von dem Völkerrechtsprofessor İzzettin Doğan am 27. März 1995 gegründete Stiftung, der diese bis heute leitet.
Sie gilt im Gegensatz zur Alevitisch-Bektaschitischen Föderation als relativ staatsnah. Der Begriff „Cem“ steht hier als Abkürzung für „Cumhuriyetçi Eğitim ve Kültür Merkezi Vakfı“ (Republikanisches Stiftungszentrum für Bildung und Kultur / Zentrale Stiftung für republikanische Erziehung und republikanische Kultur), d. h. nicht für den religiösen Cem-Gottesdienst der Alewi.
Ihr Hauptsitz in der Türkei befindet sich in Yenibosna, Istanbul. Der 1996 gegründete deutsche Ableger hat seinen Sitz in Essen.
Die Stiftung betreibt den Fernsehkanal Cem TV, den Radiosender Cem Radyo und das Nachrichtenportal Habercem.